# Danny Shittu
Daniel "Olusola" Shittu, noto semplicemente come Danny Shittu (Lagos, 2 settembre 1980), è un ex calciatore nigeriano, di ruolo difensore.
Olusola è un soprannome del nome yorubense Oluwanisola (in italiano Dio crea ricchezza).

## Carriera

### Club
Shittu ha iniziato la carriera al Charlton Athletic. Ha trascorso, però, la maggior parte del tempo in cui è stato sotto contratto con gli Addicks in prestito, prima al Blackpool e successivamente al Queens Park Rangers. Il QPR ha successivamente acquistato il cartellino del calciatore, in cambio di trecentocinquantamila sterline, nel gennaio 2002. È stato comprato da un tifoso, Alex Winton, che gli ha anche garantito l'ingaggio per la prima stagione. Il suo periodo in squadra è stato coronato da centosessantadue apparizioni e sedici reti.
Il 6 agosto 2006, è stato acquistato dal Watford, in cambio di un milione e seicentomila sterline. Il trasferimento è stato però controverso: Shittu aveva infatti superato le visite mediche con il West Bromwich Albion, ma all'ultimo momento ha preferito firmare per la squadra di Aidy Boothroyd.
Shittu ha siglato il primo gol per la nuova squadra il 7 novembre 2006, nel pareggio per due a due contro il Newcastle United in Coppa di Lega: ha infatti battuto il portiere dei Magpies, Steve Harper, con un colpo di testa, portando il Watford momentaneamente in vantaggio. La squadra ha comunque perso ai calci di rigore. Shittu ha segnato la prima rete in Premier League il 5 maggio 2007, nella vittoria per due a zero contro il Reading.
Nel campionato 2007-2008, dopo una bella stagione con il Watford, è stato nominato Calciatore dell'anno della Football League Championship, secondo la Professional Footballers' Association.
Il 6 agosto 2008, Shittu è passato al Bolton, firmando un contratto triennale.
Il 1º settembre 2010 Shittu risolve consensualmente il contratto che lo legava al Bolton e ad ottobre passa al Millwall con i quali firma un contratto trimestrale, nonostante le iniziali titubanze. 
Al termine del contratto con il Millwall, firma un contratto fine a fine stagione con i QPR, la squadra con cui ha militato più a lungo.

### Nazionale
Shittu ha vestito la maglia della Nazionale della Nigeria in ventotto occasioni, senza realizzare reti. Ha partecipato alla Coppa delle nazioni africane 2008 ed al mondiale in Sud Africa del 2010.